# Hyperolius xenorhinus
Hyperolius xenorhinus là một loài ếch thuộc họ Hyperoliidae.
Loài này có ở Cộng hòa Dân chủ Congo và có thể cả Uganda.
Môi trường sống tự nhiên của chúng là vùng núi ẩm nhiệt đới hoặc cận nhiệt đới, sông ngòi, đầm nước, đầm nước ngọt, và đầm nước ngọt có nước theo mùa.